# Jeroen Duyster
Jeroen Tarquinis Cornelis Duyster  est un rameur néerlandais né le 27 août 1966 à Amsterdam. Il est le frère de la joueuse de hockey sur gazon Willemijn Duster.

## Biographie
Jeroen Duyster est sacré champion olympique en huit lors des Jeux olympiques d'été de 1996 à Atlanta avec Diederik Simon, Michiel Bartman, Koos Maasdijk, Ronald Florijn, Niels van der Zwan, Nico Rienks, Niels van Steenis et Henk-Jan Zwolle.

## Palmarès
- Jeux olympiques d'été de 1996 à Atlanta
  -  Médaille d'or en huit